# Vratislav Svoboda
Vratislav Svoboda (* 22. února 1936) byl český a československý politik Komunistické strany Československa a poslanec Sněmovny lidu Federálního shromáždění za normalizace.

## Biografie
K roku 1981 se profesně uvádí jako vedoucí tajemník okresního výboru KSČ. Šlo o OV KSČ Jihlava. K roku 1988 se zmiňuje coby tajemník Krajského výboru KSČ v Jihomoravském kraji pro průmysl.
Ve volbách roku 1981 zasedl do Sněmovny lidu (volební obvod č. 99 – Jihlava, Jihomoravský kraj). Ve Federálním shromáždění setrval do konce funkčního období, tedy do voleb roku 1986.